# John Paul Jones (musiker)
 For alternative betydninger, se John Paul Jones. (Se også artikler, som begynder med John Paul Jones)
John Paul Jones (født John Baldwin 3. januar 1946) er en engelsk musiker, komponist, arrangør og musikproducer, der er bedst kendt som bassist i Led Zeppelin. Han spiller også en række andre instrumenter, heriblandt mandolin, keyboards, guitar, ukulele, cello.
I øjeblikket er han bassist i bandet Them Crooked Vultures, sammen med Dave Grohl og Josh Homme.

## Diskografi

### Studiealbum
- Zooma (1999)
- The Thunderthief (2001)

### Soundtracks
- Scream for Help (1985) med Jimmy Page, Jon Anderson og John Renbourn

### med Led Zeppelin
- Led Zeppelin (1969)
- Led Zeppelin II (1969)
- Led Zeppelin III (1970)
- Led Zeppelin IV (1971)
- Houses of the Holy (1973)
- Physical Graffiti (1975)
- Presence (1976)
- In Through the Out Door (1979)
- Coda (1982)

### med Rolling Stones
- Their Satanic Majesties Request (1967)

### med Diamanda Galás
- The Sporting Life (1994)

### med Heart
- The Road Home (1995)

### med Them Crooked Vultures
- Them Crooked Vultures (2009)

### med Seasick Steve
- You Can't Teach an Old Dog New Tricks (2011)
- Hubcap Music (2013)